# Flûte andine
 (décembre 2023).
La mise en forme du texte ne suit pas les recommandations de Wikipédia : il faut le « wikifier ».
Les points d'amélioration suivants sont les cas les plus fréquents. Le détail des points à revoir est peut-être précisé sur la page de discussion.
- Les titres sont pré-formatés par le logiciel. Ils ne sont ni en capitales, ni en gras.
- Le texte ne doit pas être écrit en capitales (les noms de famille non plus), ni en gras, ni en italique, ni en « petit »…
- Le gras n'est utilisé que pour surligner le titre de l'article dans l'introduction, une seule fois.
- L'italique est rarement utilisé : mots en langue étrangère, titres d'œuvres, noms de bateaux, etc.
- Les citations ne sont pas en italique mais en corps de texte normal. Elles sont entourées par des guillemets français : « et ».
- Les listes à puces sont à éviter, des paragraphes rédigés étant largement préférés. Les tableaux sont à réserver à la présentation de données structurées (résultats, etc.).
- Les appels de note de bas de page (petits chiffres en exposant, introduits par l'outil «  Source ») sont à placer entre la fin de phrase et le point final[comme ça].
- Les liens internes (vers d'autres articles de Wikipédia) sont à choisir avec parcimonie. Créez des liens vers des articles approfondissant le sujet. Les termes génériques sans rapport avec le sujet sont à éviter, ainsi que les répétitions de liens vers un même terme.
- Les liens externes sont à placer uniquement dans une section « Liens externes », à la fin de l'article. Ces liens sont à choisir avec parcimonie suivant les règles définies. Si un lien sert de source à l'article, son insertion dans le texte est à faire par les notes de bas de page.
- La présentation des références doit suivre les conventions bibliographiques. Il est recommandé d'utiliser les modèles {{Ouvrage}}, {{Chapitre}}, {{Article}}, {{Lien web}} et/ou {{Bibliographie}}. Le mode d'édition visuel peut mettre en forme automatiquement les références.
- Insérer une infobox (cadre d'informations à droite) n'est pas obligatoire pour parachever la mise en page.

Pour une aide détaillée, merci de consulter Aide:Wikification.
Si vous pensez que ces points ont été résolus, vous pouvez retirer ce bandeau et améliorer la mise en forme d'un autre article.

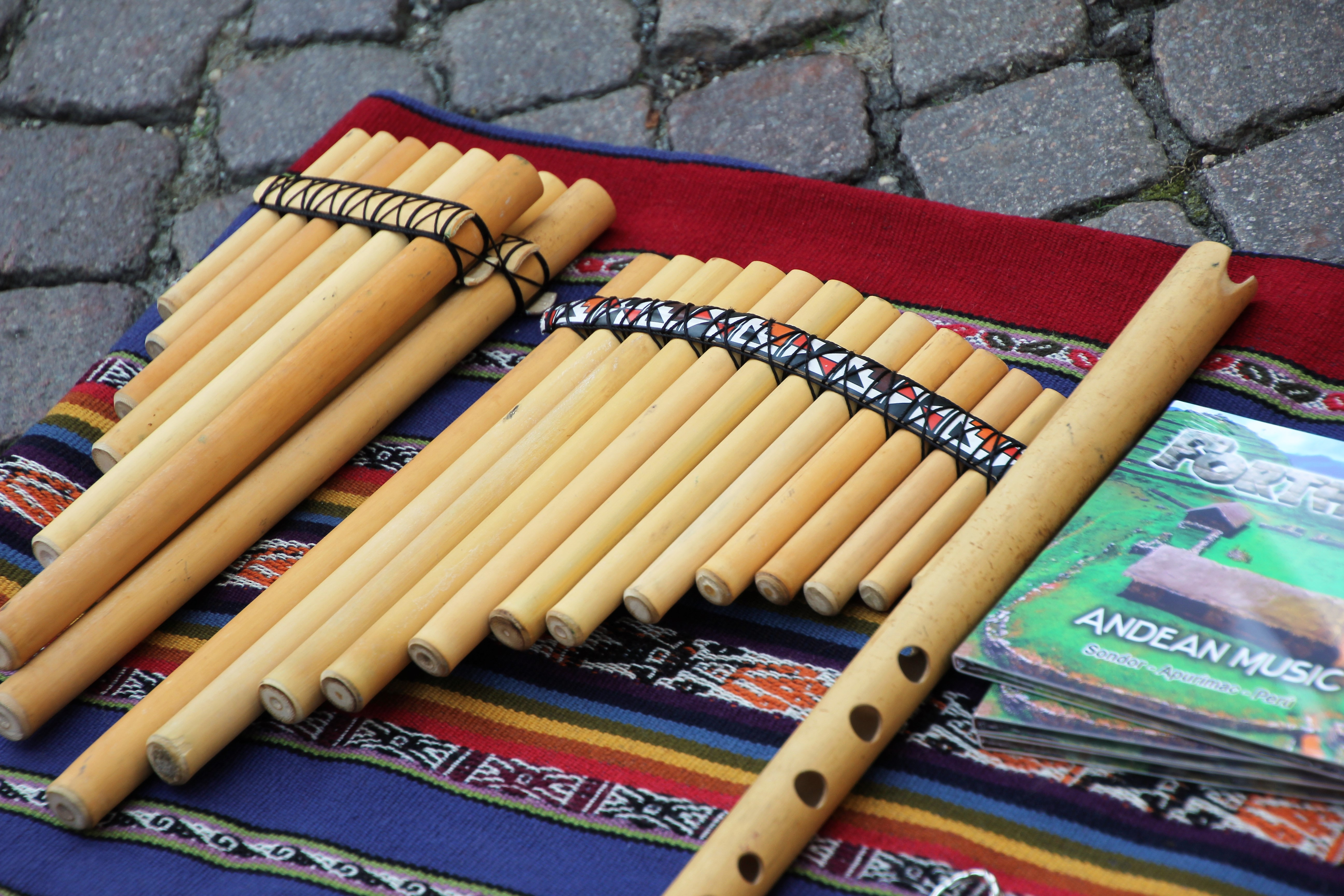
Deux flûtes de Pan : Siku (à gauche), Antara courbe (de forme non traditionnelle, au centre) et puis une Quena (à droite) : la flûte de Pan et la flûte droite à encoche, toutes deux précolombiennes, sont peut-être les deux formes les plus célèbres parmi les flûtes andines.

Le terme flûte andine sert à désigner différentes formes d'instruments à vent sud-américains qui se retrouvent dans les différentes civilisations de la cordillère des Andes. L'étendue géographique traditionnelle de ces instruments de musique ne se limite toutefois pas à l'espace andin et déborde largement sur l'espace amazonien et sur le bouclier guyanais. 
Aujourd'hui mis en valeur bien sûr surtout par la musique andine, ils sont aussi largement présents dans les musiques latines en général, et des instruments comme la quena ou encore les flûtes de Pan andines sont largement pratiqués dans l'ensemble des pays du monde, comme dans de nombreux genres musicaux : du jazz au flamenco, et de la musique ancienne et baroque à la musique classique.
L'ingéniosité des habitants des Andes a fait varier ces formes de flûtes au point qu'on en recense (d'après le musicologue et musicien Alejandro Vivanco) au moins 115 types d'instruments différents. Cette impressionnante variété dérive principalement de quatre modèles : 
- La flûte à encoche (sans canal d'insufflation) : la quena (ou kena) — dont l'encoche peut être médiane, inférieure ou supérieure, par rapport à l'épaisseur du tube) — est la plus emblématique, et elle est aujourd'hui jouée dans le monde entier. Si bien que les hyperonymes de « flûte des Andes », ou de « flûte indienne » qui servent normalement à désigner l'ensemble des formes de flûtes citées ici, sont parfois utilisés pour nommer la seule quena[1].

Bien qu'il subsiste des instruments correspondant à l'échelle pentatonique traditionnelle andine, les quenas modernes sont dans leur très grande majorité des instruments qui ont été modifiés au fil des siècles depuis l'arrivée des conquistadors. La quena a ainsi été adaptée pour correspondre à l'échelle chromatique de la musique occidentale ce qui permet aux quénistes de jouer les œuvres du répertoire classique européen, les œuvres de la musique moderne globalisée et qui explique de fait sa large diffusion hors de sa zone d'origine.
Il semble que la quena ne soit toutefois pas un instrument exclusivement d'origine andine en Amérique du Sud. En effet, à côté des quenas traditionnelles andines et de ces quenas chromatiques modernes, on retrouve également des formes locales  traditionnelles de flûtes similaires à la quena dans l'ensemble de l'espace amazonien et notamment dans le plateau des Guyanes dont fait partie la Guyane française, sans qu'il soit facile de déterminer l'antériorité et la filiation de l'une ou de l'autre (car il existait des échanges aux temps précolombiens entre la Sierra et la Selva), ou bien leurs créations indépendantes. C'est le cas par exemple de la flûte (de type quena, en os de biche, à trois trous) appelée kapau yetpë par les Wayanas le long du fleuve Maroni.
Par ailleurs, il faut noter qu'il existe des flûtes traditionnelles en bambou (ou plutôt en roseau) de « type quena » dans tous les continents, comme le shakuhachi au Japon et le xiao en Chine, ou le danso coréen. Mais aussi en Afrique, au Mali et au Congo notamment, en Grèce antique (la flûte Aula).
Et même dans la lointaine préhistoire européenne, les plus anciens instruments de musique retrouvés à ce jour sont justement des flûtes en os de « type quena », et qui remontent jusqu'à 35 000 ans avant le présent, voire peut-être jusqu'à 45 000 ans (voir la section « Historique de l'instrument  » de l'article consacré à la quena).
- La flûte à bec déclinée en plusieurs familles bien différentes : laTarka, le Pinquillo ou le Mohoceño. Le principe de la flûte à conduit était déjà courant à l'époque des Chimus, ce dont témoignent abondamment les vases siffleurs précolombiens.

On trouve aussi dans les Andes un autre instrument classé comme la flûte à bec dans les flûtes à conduit d'air, mais particulier en ce sens qu'il s'agit d'une flûte globulaire (à résonateur fermé) : c'est l’ocarina, lui aussi précolombien, notamment au Pérou, en Argentine, en Équateur et en Colombie.
- La flûte de Pan essentiellement sous deux formes : le Siku (plutôt en Bolivie), et l’Antara (plutôt au Pérou), technologiquement sans doute la plus ancienne, et que l'on rencontre dans toute l'aire andine.

- Les flûtes traversières des Andes, attestées dès la civilisation de Caral-Supe (près de 3 000 ans av. J.C.).